# Stare Garkowo
Stare Garkowo (prononciation : [ˈstarɛ ɡarˈkɔvɔ]) est un village polonais de la gmina de Szreńsk dans le powiat de Mława de la voïvodie de Mazovie dans le centre-est de la Pologne.
Il se situe à environ 3 kilomètres à l'ouest de Szreńsk (siège de la gmina), 22 kilomètres au sud-ouest de Mława (siège du powiat) et à 109 kilomètres au nord-ouest de Varsovie (capitale de la Pologne).

## Histoire
De 1975 à 1998, le village appartenait administrativement à la voïvodie de Ciechanów.